# 認識票

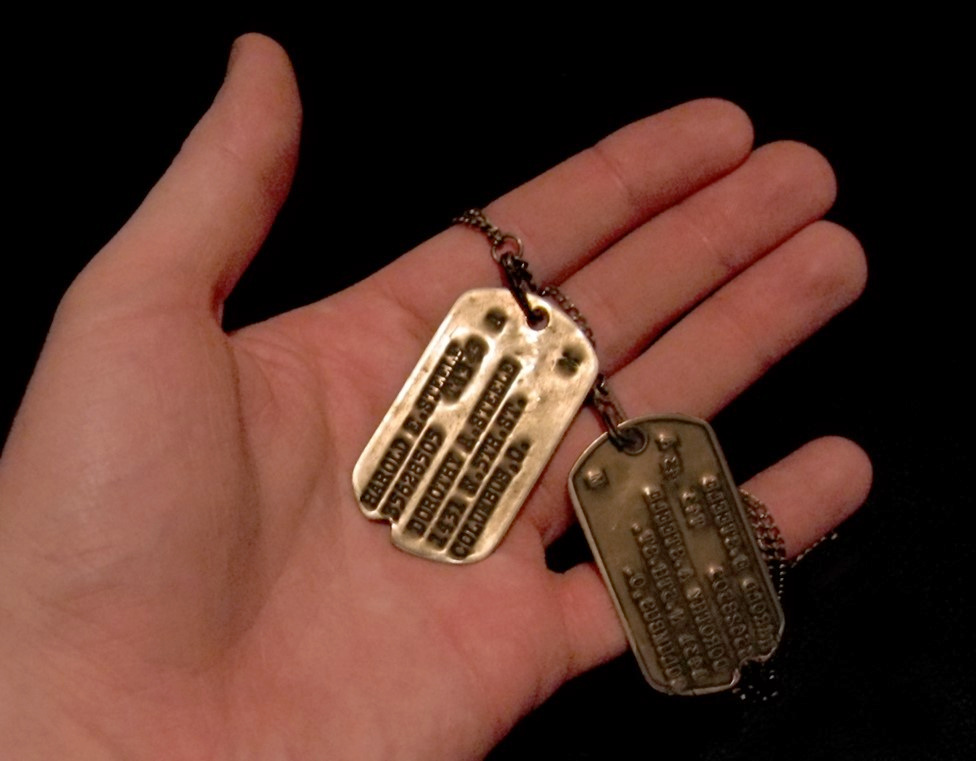
第二次世界大戦中のアメリカ陸軍兵士の認識票

ハルキウの集団墓地で発掘された、カティンの森事件で内務人民委員部に殺害されたポーランド軍将校のドッグタグ

認識票（にんしきひょう）は、軍隊において兵士が身に着け、死亡時の個人識別に使うものである。戦地で死亡した兵士は、身元不明のまま埋葬あるいは放置される可能性が高い。所属・氏名等を記した認識票があると、死亡者の身元確認が容易になる。
アメリカ軍のスラングでは、これを指してドッグタグ（Dog tag）と呼ぶ。近年ではIDタグ（ID tag）へ呼び名が変わり始めている。

## 歴史

### 前近代

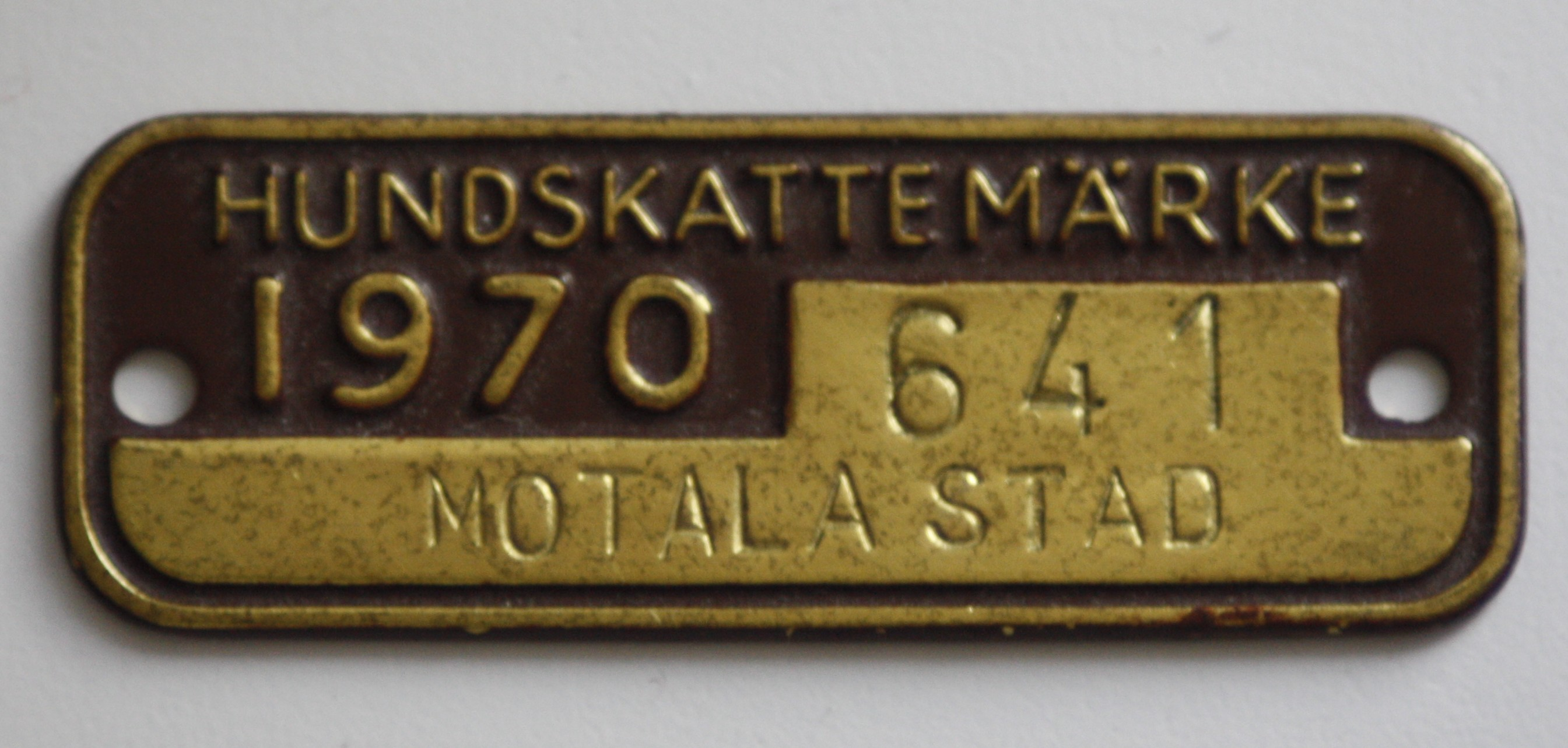
スウェーデンで発行された犬用の鑑札

古代から兵士の身元確認は、人相や入れ墨などで判別されていた。歴史上知られる最初の認識票は、ポリュアイノスが『戦術書』にて言及した、スパルタ人が左手首に結びつけた名前を記した棒だとされている。また、ローマ軍がシグナキュラムと呼ばれる鉛の小板に個人情報を刻んで首から下げたとされており、良心的兵役拒否によって処刑された殉教者であるテベッサのマクシミリアンがシグナキュラムを首から下げることを拒んだという逸話が残されている。

### 19世紀の提唱・普及
現代に連なる認識票は、戦死者とその家族に対する人道的配慮のために、19世紀のヨーロッパに出現した。1859年の第二次イタリア独立戦争では、フランス軍が自軍の装具や認識票の番号を頼りに死者の身元を特定した。
1861年にアメリカでおきた南北戦争では、南北とも軍からの支給はなく、兵士の中に革や金属の名札を購入して装着するものがいた。
1866年の普墺戦争では、プロイセン王国軍が兵士に金属板の認識票を配ったが、受け取った兵士が嫌い、捨ててしまう者が多かったという。
認識票に限らず、広く戦死者の扱いについて論じた初の国際会議は、1867年のパリ国際会議（後に第1回赤十字国際会議と呼ばれる）であった。この会議で、戦場を支配した軍隊が敵味方の死者の身元を確認し、敵に死者の名簿を送付するべきだとされ、その実施のために認識票が有用だという考えが参加国に共有された。死者の名前・出身地・所属を記した認識票を兵士に持たせることを規定したジュネーブ条約（1864年締結））改正案が全会一致で支持されたが、この時は実際の改正につながらなかった。
1870年の普仏戦争では、プロイセン軍が兵士に金属製の認識票の着用を義務つけ、その同盟軍の一部も認識票を配布した。同じ頃、首都ベルリンで導入された犬用の鑑札（独: Hundemarken）と比較され、自嘲気味に「Hundemarken」と呼ばれ、これを英語に訳し「dog tag（）」と呼ばれるようになった」。この戦争でフランス軍は認識票を兵士に配布せず、所持は任意に任された。
フランス軍が金属制の認識票を配布・義務化したのは1881年であった。

### 20世紀に定着
日本軍は、1904年から1905年の日露戦争で金属板に穴をあけ、紐を通した認識票を配布した。兵卒の認識票には所属部隊と番号、将校の認識票には所属部隊・階級と姓名を記し、紐を体に結んだ。

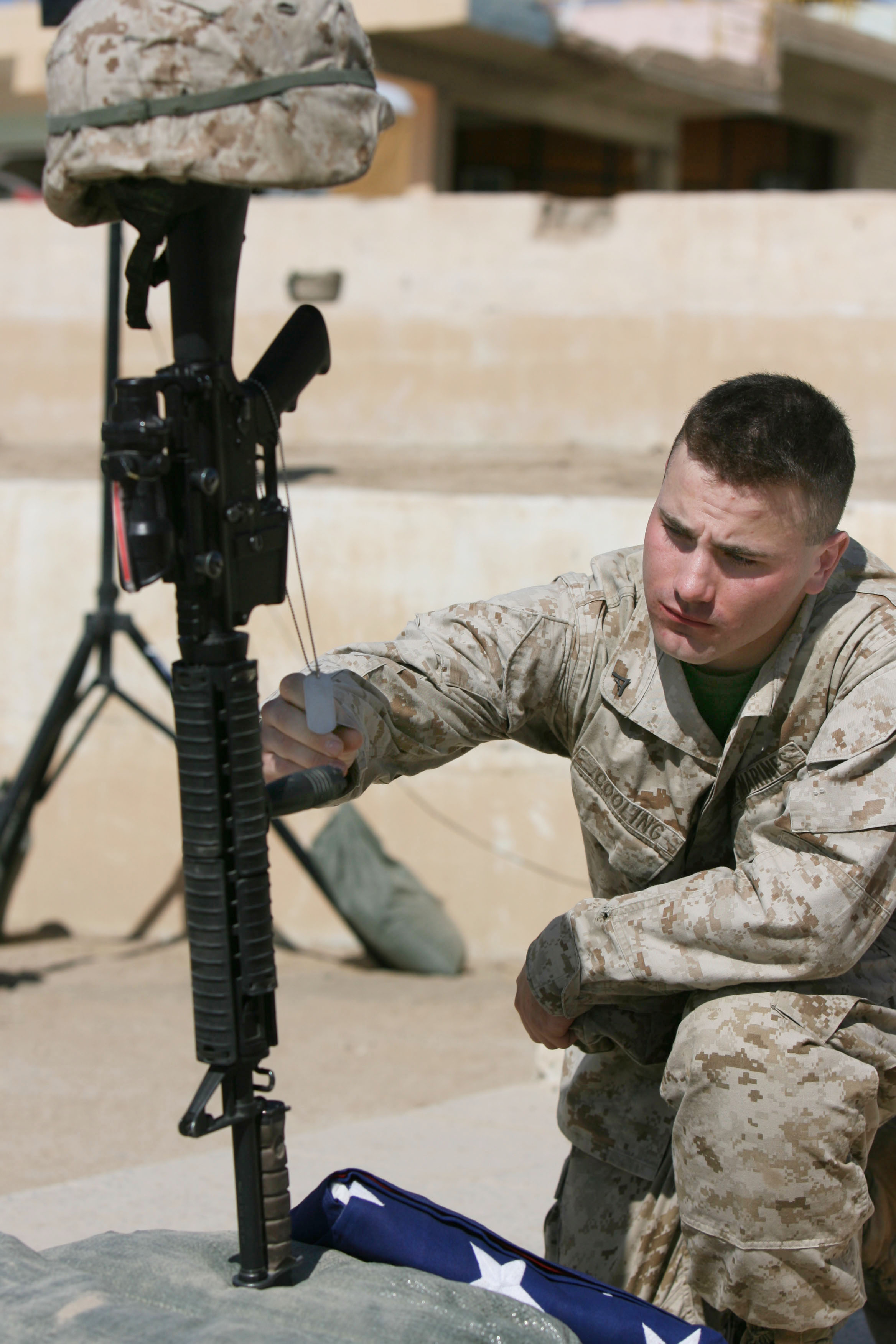
アメリカ軍の戦死者の葬儀の様子。バトルフィールド・クロス（戦場で作成される簡易墓標）を形作る小銃に認識票がかけられている。2006年10月、イラク戦争にて。

第二次世界大戦中のイギリス軍では、切れ目のついた円形の金属板を手首にチェーンで巻きつけた。アメリカ軍では、長円形の金属板に穴を空け、チェーンなどに通して首から下げて使用した。アメリカ兵は、首から下げた認識票を犬の鑑札（狂犬病予防の法律に基づく登録票）になぞらえて自嘲的に「ドッグタグ」と呼んだ。大日本帝国陸軍では、小判型の真鍮板を上下の穴に紐を通し、胴体にたすき掛けにして装着していた。

## 形状と様式
認識票の形状や材質、打刻される兵士の情報は各国によって異なる。多くは5cm程度の大きさのアルミニウム製やステンレス製で、氏名、生年月日、性別、血液型、所属軍（国籍と同義）、認識番号、信仰する宗教などが打刻される。たとえ戦死時に遺体が原形を留めないほど損壊しても、認識票が無事ならば個人識別が可能である。
使用する枚数も国によって異なるが、2枚式の場合は2枚ともに、1枚式の場合は折り取れるようにされた双方ともに同じ内容を打刻する。戦場において戦死した際に一方を回収、これを戦死報告用とし、残りは判別用に遺体に付けたままにする。2枚式の場合、相互に触れ合って金属音が作戦行動に支障をきたすおそれがあるため、サイレンサーと呼ばれるゴムの外周カバーをはめる場合がある。
近年は一般人の装身具としても用いられる。兵士用のものは卑金属製だが、一般人の装身具としては銀や18金など貴金属が用いられることも多い。また、事故や災害に巻き込まれた人が認識票を身に着けていたことで、身元確認が容易となった事例も存在する。

各種の認識票
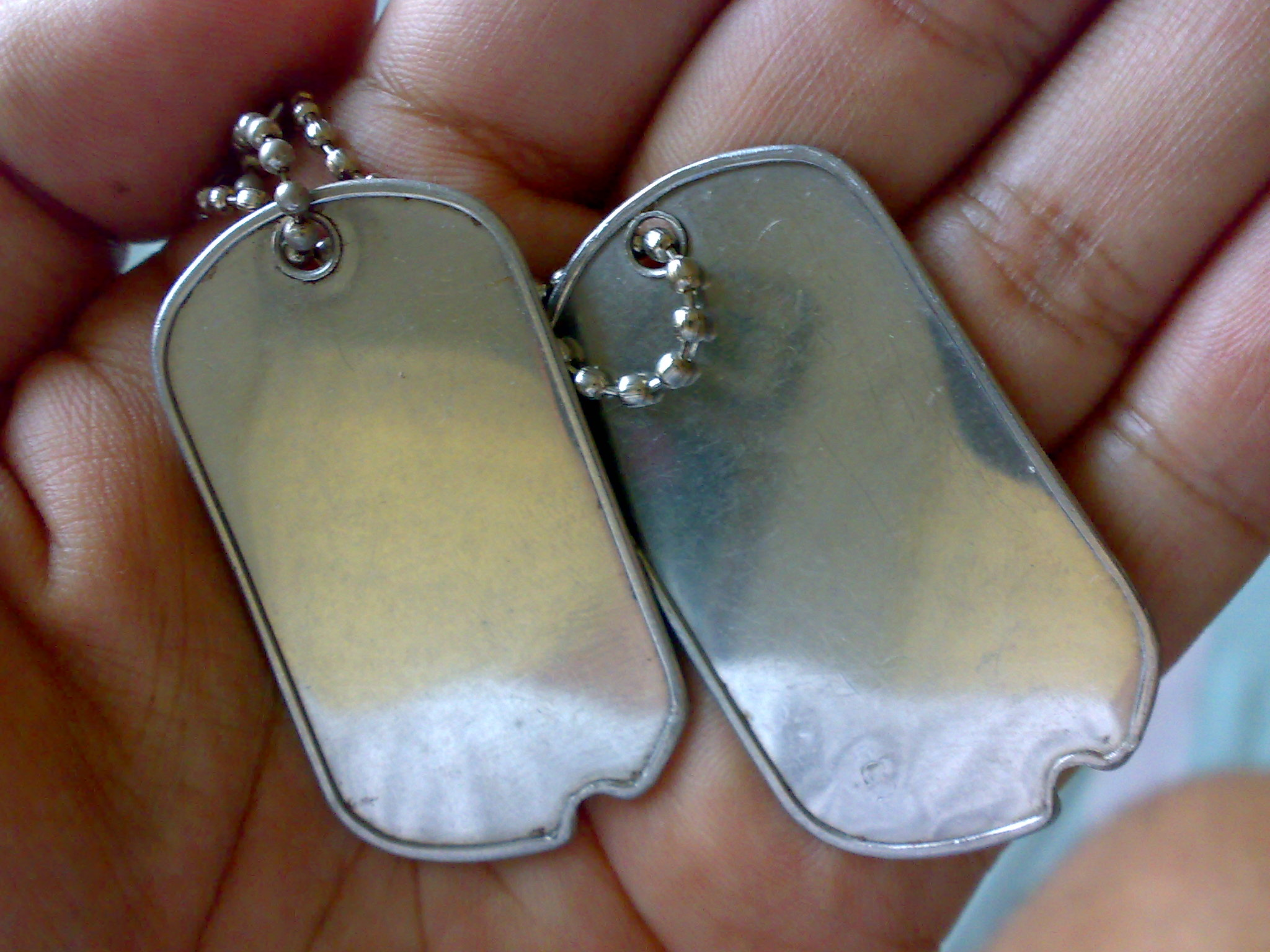
未記入の認識票
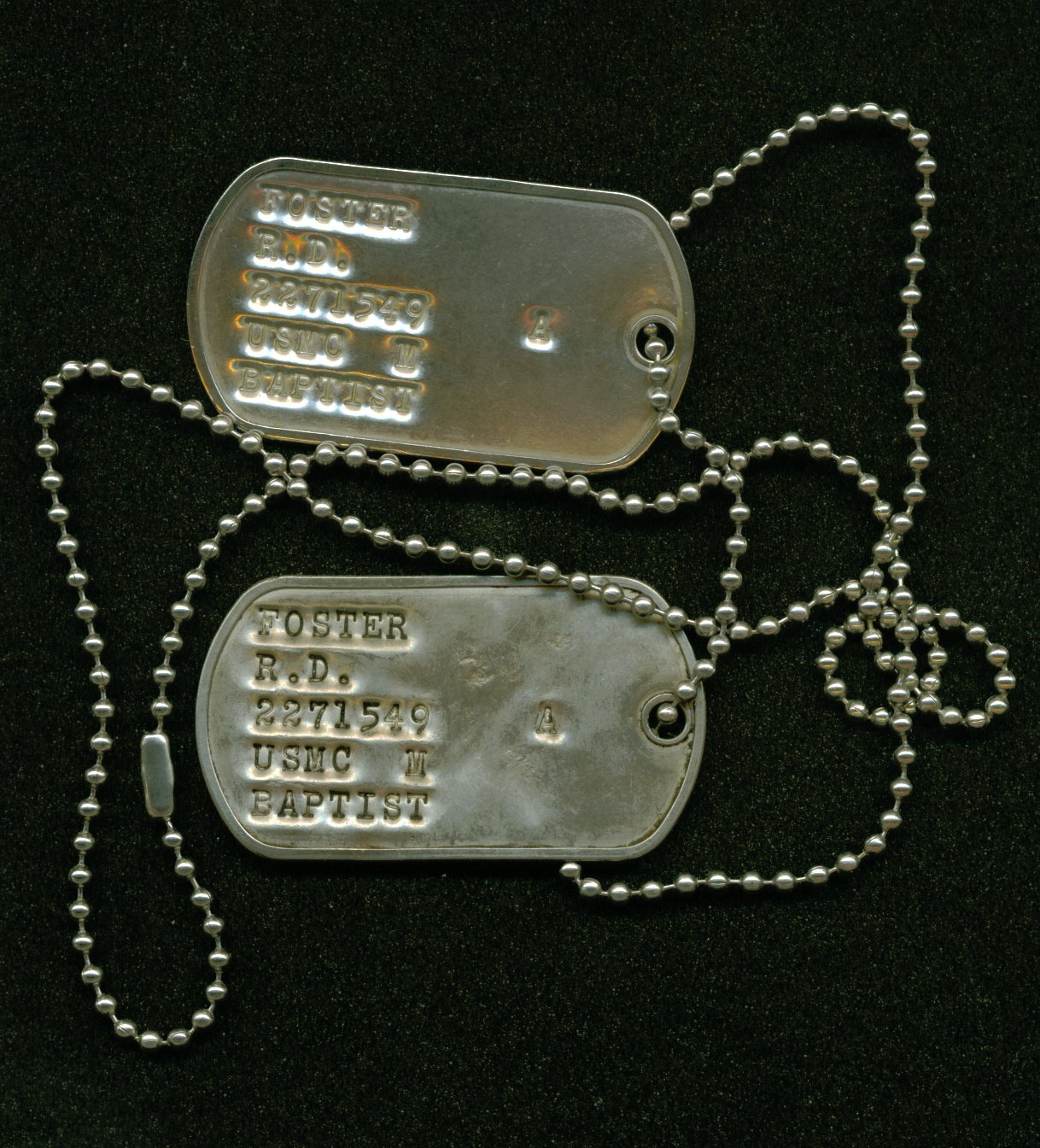
二枚式（ベトナム戦争時のアメリカ海兵隊）
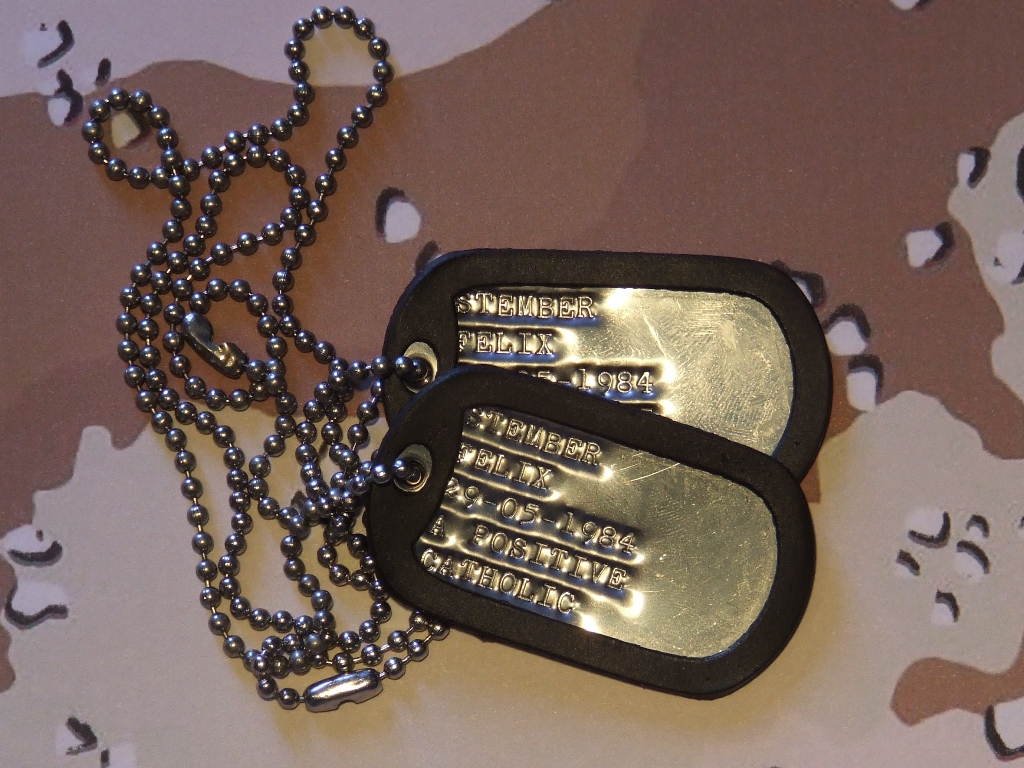
サイレンサーをはめた二枚式
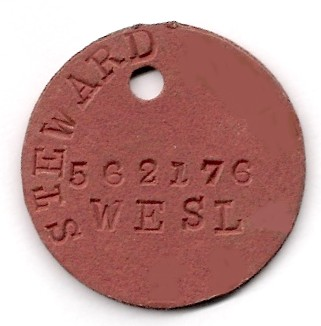
皮製（第二次世界大戦中の南アフリカ海軍）
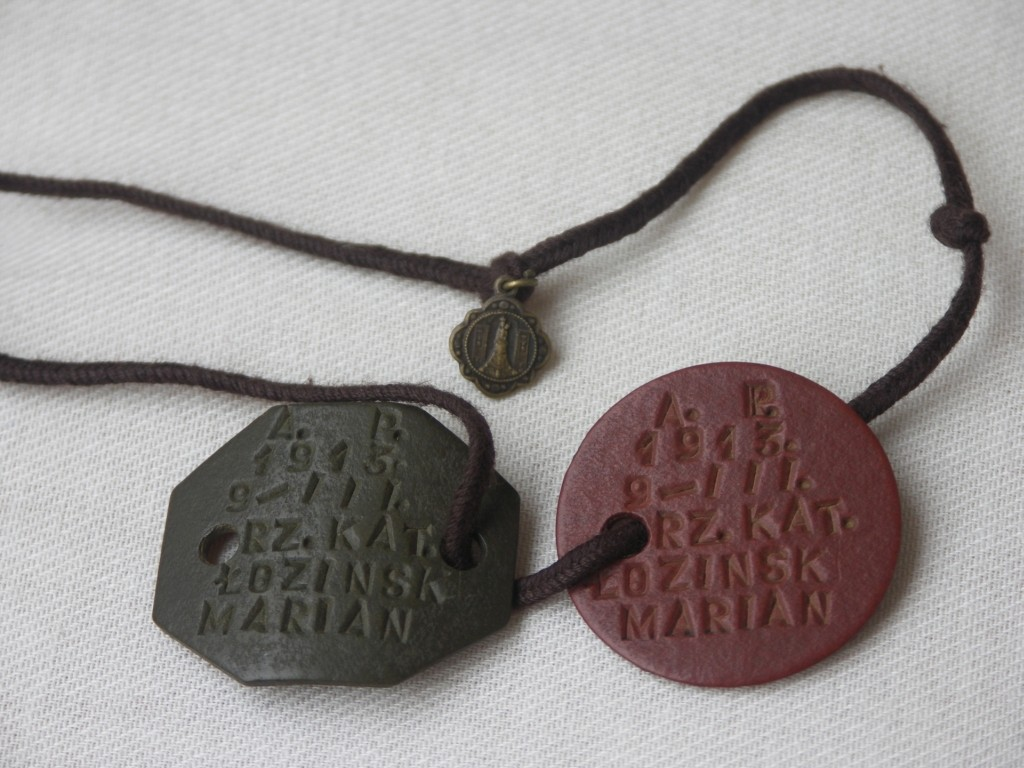
皮製二枚式（ポーランド）
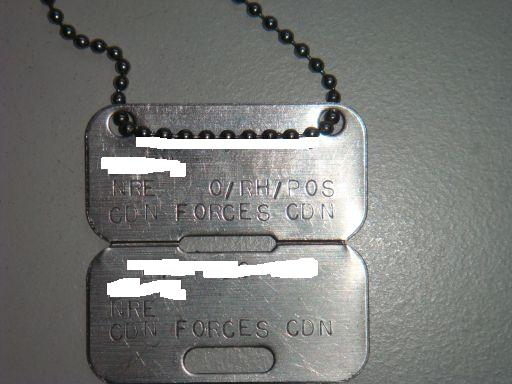
分割式（カナダ）
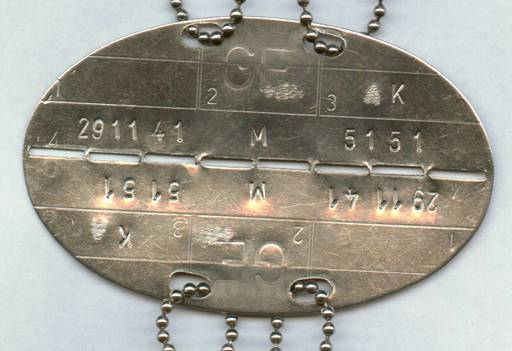
分割式（ドイツ連邦軍）
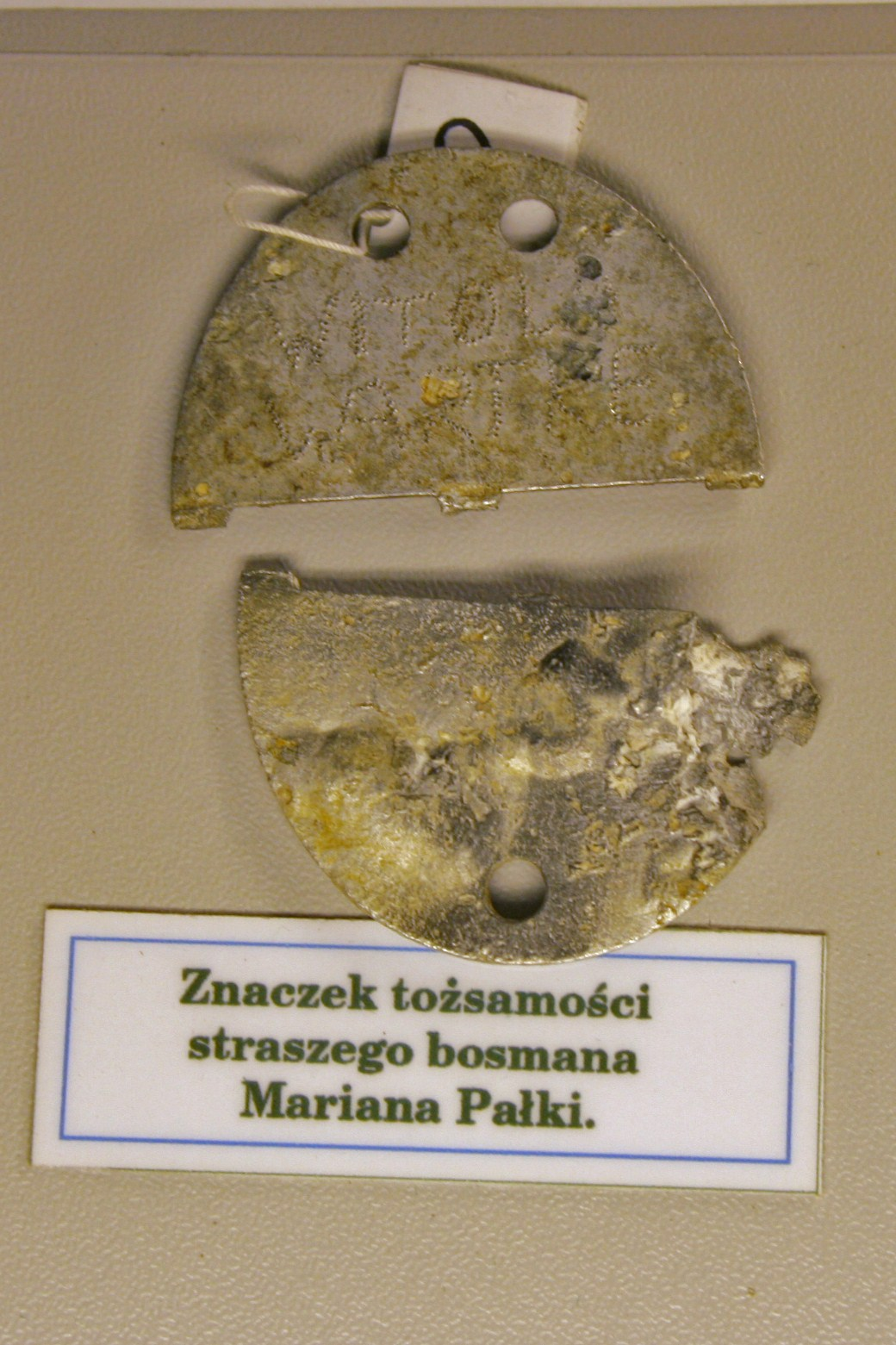
分割された状態（ポーランド沿岸警備隊）
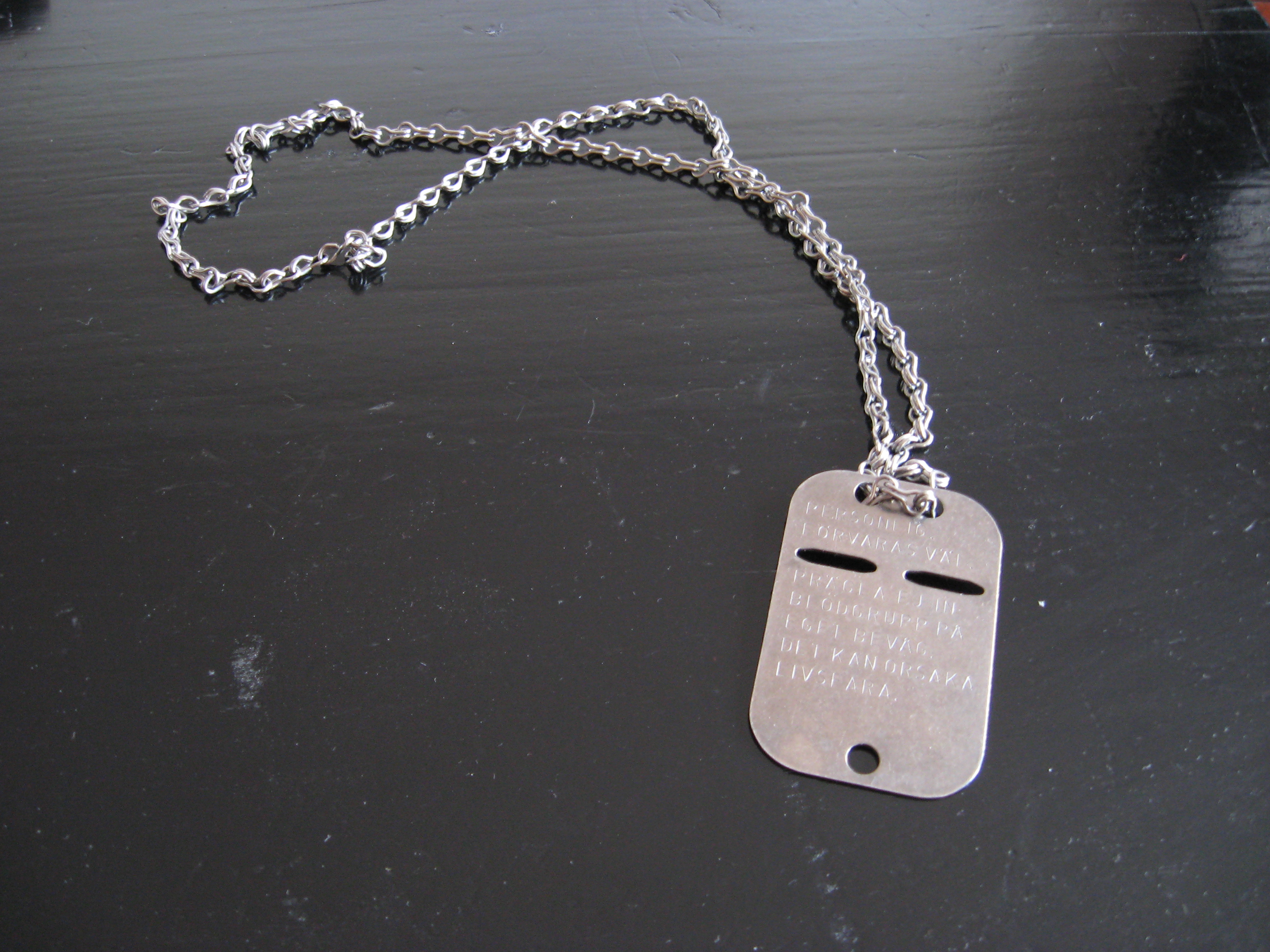
スウェーデンの民間人用
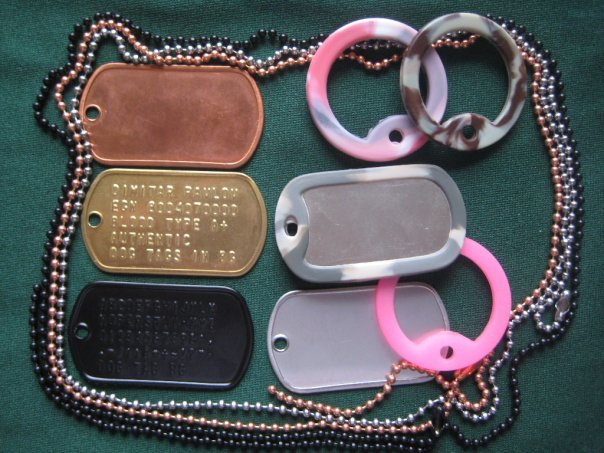
装身用

## 各国の認識票

### 日本

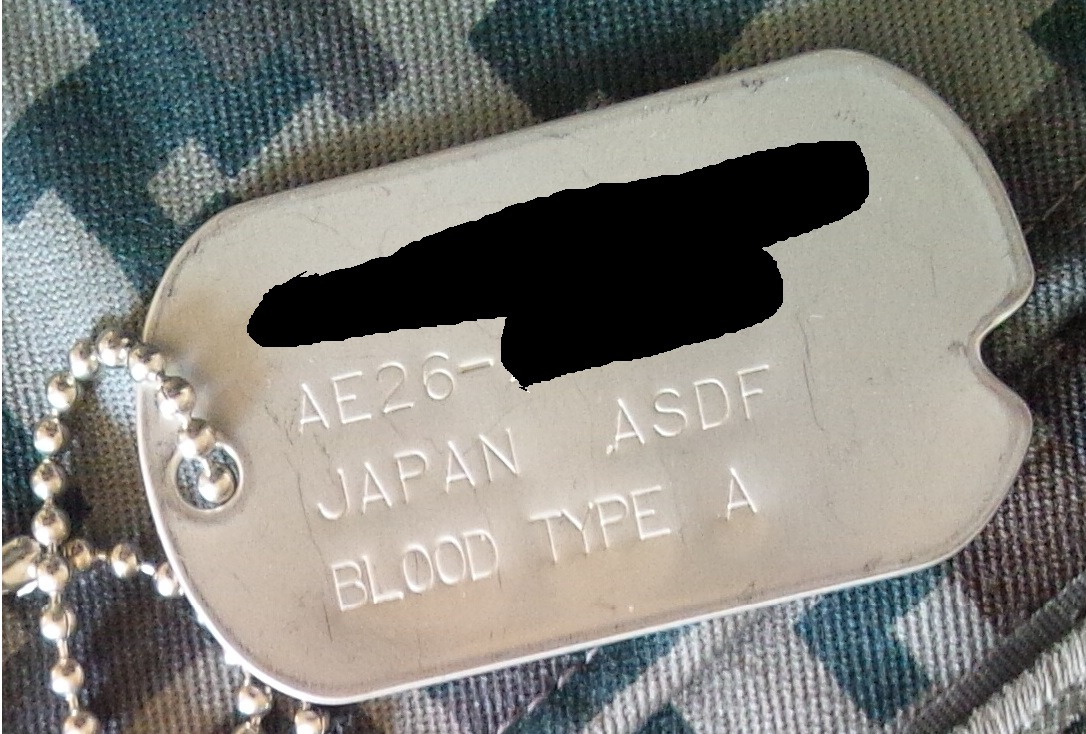
航空自衛隊の認識票

自衛隊にも認識票が存在する。ステンレススチール製の二枚式であり、基本的な形状は第二次世界大戦時のアメリカ軍の形状に類似しているが、米軍の認識票が専用タイプライター（刻印機）を用いて、キャッシュカードやクレジットカードの様に裏までエンボスとなるように打刻するのとは違い、レーザーによる細いエッチングの浅い彫り込みである。内容は氏名、認識番号、国籍、所属する自衛隊、血液型(ABO式及びRh式)が英大文字・数字で表記されるが、下記の様に刻印内容と順に差異がある。米軍との違いは材質がステンレススチールのため若干重いこと、氏名が「姓・名」の順でミドルネームの記載について定めがないこと（ミドルネームがあるのは欧米系の人々だけ）、信仰する宗教の記載がないことが挙げられる。
自衛隊の認識票は現在でも本体に欠けのような切り込み（切り欠き）が施されている。これは、戦場などでの殉職の際に所有者の歯をこじ開けるためのものとする説がある。この切り込み加工は米軍でも、ベトナム戦争までの形式には存在したが、歯をこじ開けるためのものではない。なお、陸上自衛隊のみサイレンサーとして透明ビニールの全体カバーが掛かっている。
落合畯によれば海上自衛隊には認識票を常時身につける習慣がなく、落合が指揮官となった自衛隊ペルシャ湾派遣では万が一に備え掃海母艦「はやせ」の乗組員に認識票を配布したところ隊員達の表情が曇ったため、苦し紛れに「ただの迷子札」と説明したという。
航空自衛隊では、航空機搭乗員は墜落に備え飛行時に必ず身に着ける。しかし整備職種の隊員含むその他の隊員は、認識票を紛失した際にFODの原因となる事を危惧し、航空機への搭乗時や海外派遣時などを除き常時身に着ける習慣はない。また、空士の階級では配布自体が行われない（配布自体が行われないのは、空士は数年の任期で大多数が退職してしまうから、という理由もある）。
航空機へ体験搭乗する民間人にも臨時の認識票が配布される。

### アメリカ軍
1974年に認識番号が廃止されてからは社会保障番号や「国防総省認識番号」が刻印されている。以下は現在のフォーマットである。
- アメリカ空軍 フォーマット1
  - 姓、名前、ミドルネームの頭文字
  - 社会保障番号の末尾に空軍所属を示す “AF” が付く
  - 血液型
  - （4行目は空白）
  - 宗教

- アメリカ空軍 フォーマット2
  - 姓
  - 名前とミドルネームの頭文字
  - 社会保障番号の末尾に空軍所属を示す “AF” が付く
  - 血液型
  - 宗教

- アメリカ海兵隊
  - 姓
  - 名前とミドルネームの頭文字、血液型
  - 社会保障番号の末尾にダッシュ記号と空白が付く
  - 所属 (USMC)、ガスマスクサイズ (S-small, M-medium, L-large)
  - 宗教（未申告と記載する場合あり）また、アレルギー保持者は「レッドメディカルタグ」と呼ばれる赤く着色したプレート

- アメリカ海軍
  - 姓、名前、ミドルネームの頭文字
  - （2行目は空白）
  - 社会保障番号の末尾にダッシュ記号と血液型が付く
  - （4行目は空白）
  - 宗教

- アメリカ陸軍
  - 姓
  - 名前とミドルネームの頭文字
  - 国防総省認識番号
  - 血液型
  - 宗教

- アメリカ沿岸警備隊
  - 姓、名前、ミドルネームの頭文字
  - 社会保障番号と所属 (USCG)
  - 血液型
  - （4行目は空白）
  - 宗教

### 旧日本軍
旧日本軍の認識票は、1894年(明治27年)に大日本帝国陸軍で基本様式が制定され、1945年(昭和20年)の日本の敗戦に伴う旧陸海軍解体に至るまで用いられた。
1894年時点では材質は黄銅、形状は長一寸五分、幅一寸一分、厚三厘の小判型とされ、上下端に長方形の通し穴が開けられており、長三尺六寸、幅二分の白色平織紐で胴体に襷掛けに装着するものとされた。
認識票の打刻や文体に統一された基準は設けられていなかったが、「准士官以上及び軍属は官氏名」を記載し、其以外は縦書三行で右から「連隊番号、中隊又は大隊番号、人員番号」を記載することが定められていた。
その後、終戦に至るまで数度の改正が図られ、1943年(昭和18年)改正時点では寸法指定の単位が尺貫法からメートル法に変更され、小判型の寸法や曲率が細部まで指定された他、材質も黄銅の他にアルミニウム合金、極軟鋼の二種が追加されていたが、基本的な形状や装着形態には1894年制定型との差違はなかった。
陸軍では1894年制定から一貫して、下士官兵の認識票は個人装具や私物ではなく、部隊ごとに連番の人員番号が付された備品(官給品)として管理されていた。戦時には部隊より各兵士に一枚ずつ認識票が配布され、平時若しくは負傷や満期等に伴う除隊、戦死者の収容の際に原隊に返納される運用となっており、「戦闘終了後、ある人員番号の認識票が未回収となり、兵員名簿上で配布が記録された下士官兵も未帰還となった場合には、戦死又は作戦行動中行方不明と仮定する」仕組になっていた。
激戦下で友軍による戦死者の収容・後送すら儘成らない状況では、後日の識別の為に認識票と共に遺体の仮埋葬の処置が取られる場合もあったが、その後に部隊全体が陸戦で壊滅・玉砕してしまったり、或いは海上移動中の兵員輸送船(陸軍船舶部隊の陸軍特殊船や防空基幹船等)が撃沈されるなどして、部隊諸共兵員名簿や戦闘詳報、陣中日誌などが散逸・喪失する事態が発生すると、後年兵員の遺骨と共に認識票が発見されたとしても、死亡時点での所持者の特定(≒遺骨の個人特定)が困難となる問題を抱えていた。
大東亜戦争の戦局が悪化した1943年以降は、制定内容から「記載内容の指定」が無くなり、実運用上も「准士官以上及び軍属の官氏名記載」が自粛されるようになったとされており、新規編成の連隊を中心に下士官兵向けの記載も連隊番号が通称号に変更される等の情報の秘匿化が行われたことから、海外で発見された認識票の記載内容の判読が、現地の非日本語話者の人員では容易には行えない一因ともなっている。
一方、大日本帝国海軍でも陸軍に類似した形状の黄銅製の認識票が艦船乗組員に配布される例があったが、こちらも原則としては艦船の備品扱いで、認識票には単に人員番号が記載されているだけであった。
なお、支那事変が激化した1939年(昭和14年)以降、陸海軍共に下士官兵の間では官品の認識票の補助具として、自身の氏名や住所などを焼印等で記載した小型の木札を私物として携行する事例が見受けられる様になり、戦闘中は被弾による破損を防ぐ為に、九〇式又は九八式鉄帽の裏側の褥皮(ライナー)に括り付けていたとされており、海外を中心にこうした木札の現存品が少数ながら確認されている。